# Grochy-Pogorzele
Grochy-Pogorzele – wieś w Polsce położona w województwie podlaskim, w powiecie zambrowskim, w gminie Zambrów.

## Historia
Wieś szlachecka Grochy-Pogorzel położona była w drugiej połowie XVI wieku w powiecie zambrowskim ziemi łomżyńskiej. W latach 1921–1939 wieś i folwark leżał w województwie białostockim, w powiecie łomżyńskim, w gminie Długobórz.
Według Powszechnego Spisu Ludności z 1921 roku zamieszkiwało:
- wieś – 25 osób w 3 budynkach mieszkalnych
- folwark – 51 osób, 42 było wyznania rzymskokatolickiego a 9 mojżeszowego. Jednocześnie 42 mieszkańców zadeklarowało polską przynależność narodową a 9 żydowską. Były tu 3 budynki mieszkalne[8]

Miejscowość należała do parafii rzymskokatolickiej w Zambrowie. Podlegała pod Sąd Grodzki w Zambrowie i Okręgowy w Łomży; właściwy urząd pocztowy mieścił się w Zambrowie.
W latach międzywojennych posiadłość ziemską miał tu Zygmunt Skarżyński (356 mórg).
W wyniku napaści ZSRR na Polskę we wrześniu 1939 miejscowość znalazła się pod okupacją sowiecką. Od czerwca 1941 roku pod okupacją niemiecką. Od 22 lipca 1941 r.  do wyzwolenia włączona w skład okręgu białostockiego III Rzeszy.
Do 1954 roku miejscowość należała do gminy Długobórz. Z dniem 18 sierpnia 1945 roku została wyłączona z woj. warszawskiego i przyłączona z powrotem do woj. białostockiego. W latach 1975–1998 miejscowość administracyjnie należała do województwa łomżyńskiego.